# Ibn as-Sayrafí
Abu-Bakr Yahya ibn Muhàmmad ibn Yússuf ibn as-Sayrafí al-Ansarí, més conegut simplement com a Ibn as-Sayrafí, fou un historiador i poeta andalusí nascut a Granada el 1074. Va compondre una obra poètica abundant.
És notable principalment per una història de la dinastia almoràvit fins al 1162 no trobada però de la que se'n esmenten alguns fragments a altres obres (al Bayan d'Ibn Idhari). Va morir a Oriola vers el 1162.